# Hedvig Söderström
Hedvig Charlotta Söderström, född 1 december 1830 i Hovförsamlingen i Stockholm, död 20 maj 1914 i Engelbrekts församling i Stockholm, var en svensk tecknare, målare och fotograf.
Hon var dotter till vaktmästaren Carl Johan Söderström (född 1798, avliden senast 1845; 1844 enligt Julner) och Hedvig Christina Söderström (född Möller 1793, avliden 1858). Hon tycks ha fått konstnärlig utbildning, och drev 1853-1854 hade en ritskola för “unga fruntimmer” på Tyska Brinken Nr. 15. 
Hedvig Söderström öppnade en fotoateljé i Stockholm år 1857, och var verksam där fram till åtminstone 1860. Hon betecknas som en ogift mamsell, och hennes ateljé låg på Drottninggatan 25. Hon var en pionjär som den första kvinnliga yrkesfotograf som öppnade en ateljé i Stockholm. Hon har länge också pekats ut som den första kvinnliga yrkesfotografen verksam i Sverige över huvud taget, men denna distinktion tillfaller istället troligen Brita Sofia Hesselius. Hon drev ateljén till 1860/1861, och 1862 hade den övertagits av en manligt fotograf. 1862-1867 bodde hon med sin bror, som var grosshandlare. Från 1869 och framåt var hon åter yrkesverksam och registreras då under beteckningen "artist". 
Hon var även verksam som tecknare och målare och deltog i Konstakademiens utställningar åren 1856 och 1873 med oljemålningarna "En Kronobåtsman" och "Vid spinnrocken".  Hon är representerad med ett damporträtt i blyerts vid Nationalmuseum.
Hedvig Söderström är begravd på Norra begravningsplatsen utanför Stockholm.